# Arquidiócesis de Kaunas
La arquidiócesis de Kaunas (en latín: Archidioecesis Kaunensis y en lituano: Kauno arkivyskupija) es una circunscripción eclesiástica de la Iglesia católica en Lituania. Se trata de una arquidiócesis latina, sede metropolitana de la provincia eclesiástica de Kaunas. Desde el 19 de febrero de 2020 su arzobispo es Kęstutis Kėvalas.

## Territorio y organización
La arquidiócesis tiene 8750 km² y extiende su jurisdicción sobre los fieles católicos de rito latino residentes en partes de las provincias de Kaunas, Tauragė y Vilna.
La sede de la arquidiócesis se encuentra en la ciudad de Kaunas, en donde se encuentra la Catedral basílica de San Pedro y San Pablo. 
La arquidiócesis tiene como sufragáneas a las diócesis de: Šiauliai, Telšiai y Vilkaviškis.
En 2023 en la arquidiócesis existían 93 parroquias agrupadas en 7 decanatos: Jonavos dekanatas, Jurbarko dekanatas, Kauno I dekanatas, Kauno II dekanatas, Kėdainių dekanatas, Raseinių dekanatas y Ukmergės dekanatas.

## Historia

### Antecedentes
Desde la cristianización de la Lituania actual por la Orden Teutónica y por la unión polaco-lituana de Krewo en el siglo XIV, los cristianos han vivido en la parte occidental de Samogitia. El predecesor de la diócesis de Kaunas se estableció de acuerdo con las instrucciones del Concilio de Constanza el 24 de octubre de 1417 como la diócesis de Samogitia o de Medininkai. La catedral original estaba en Medininkai (hoy Varniai).
Después de las particiones de Polonia la diócesis de Samogitia quedó entre el Reino de Prusia y el Imperio ruso y fue dividida. En 1863 el gobierno del zar ruso corta todas las conexiones directas de los obispos católicos con la Santa Sede. En esa situación, en 1864 la sede episcopal se trasladó de Medininkai a Kaunas por decreto del zar ruso.

### Arquidiócesis de Kaunas
Luego de la ocupación alemana durante la Primera Guerra Mundial, el 16 de febrero de 1918 Lituania proclamó su independencia del Imperio ruso, y tras la pérdida de Vilna por la guerra con Polonia, Kaunas pasó a ser la capital provisional del país.
El 4 de abril de 1926, mediante la bula Lituanorum gente del papa Pío XI la diócesis de Samogitia cedió partes de su territorio para la erección de las diócesis de Panevėžys, Telšiai y Vilkaviškis y al mismo tiempo fue suprimida para erigir la arquidiócesis de Kaunas con el resto de su territorio.
En junio de 1940 las tropas de la Unión de Repúblicas Socialistas Soviéticas ocuparon Lituania, y en agosto de ese año fue anexionada, convirtiéndose en la República Socialista Soviética de Lituania. El nuevo gobierno anunció la separación de la Iglesia y el Estado. Poco después, el concordato con la Santa Sede fue rescindido unilateralmente y se ordenó al nuncio apostólico que se marchara inmediatamente. Se prohibió enseñar religión en las escuelas y catequizar a los niños, se cerraron todas las publicaciones religiosas, se suspendieron las actividades de los monasterios masculinos y femeninos, las sociedades y organizaciones católicas, se nacionalizaron las propiedades de la Iglesia y de las organizaciones religiosas, se cerraron las escuelas católicas, los jardines de infancia y los refugios, y los capellanes fueron expulsados del ejército, las escuelas y las cárceles. Para intimidar a los sacerdotes se llevaron a cabo represiones contra ellos.
Desde 1941 y hasta 1944 la Alemania Nazi expulsó al Ejército Rojo durante la Segunda Guerra Mundial y restauró parcialmente los derechos de la Iglesia católica. Durante la guerra, seis sacerdotes de la arquidiócesis de Kaunas murieron, cinco de ellos a manos de oficiales y soldados soviéticos. Al acercarse las topas soviéticas en 1944 el arzobispo Juozapas Skvireckas y 73 sacerdotes abandonaron Kaunas con las fuerzas alemanas en retirada y se exiliaron. Skvireckas se estableció en Austria, donde murió en 1959 y la sede de Kaunas quedó vacante hasta 1989.
Durante la ocupación soviética de Lituania, la arquidiócesis estaba dirigida por vicarios capitulares que no tenían los derechos de un ordinario, y desde 1965 por administradores apostólicos. Se cerraron 23 iglesias y se suprimieron las parroquias, todos los oratorios y capillas. Después del cierre de los seminarios de Telšiai y Vilkaviškis, el seminario interdiocesano de Kaunas quedó como el único. A partir de 1954 la presión sobre la Iglesia disminuyó un poco.
Como consecuencia de la perestroika y el glásnost del gobierno de Mijaíl Gorbachov la Iglesia católica pudo reactivar sus actividades en Lituania y el 10 de marzo de 1989 Vincentas Sladkevičius fue nombrado arzobispo de Kaunas. El 11 de marzo de 1990 Lituania proclamó de nuevo su independencia.
El 28 de mayo de 1997 cedió otra porción de su territorio para la erección de la diócesis de Šiauliai.

## Estadísticas
Según el Anuario Pontificio 2024 la arquidiócesis tenía a fines de 2023 un total de 342 100 fieles bautizados.
| Año                                                                             | Población            | Población | Población      | Sacerdotes | Sacerdotes    | Sacerdotes    | Bautizados por sacerdote | Diáconos permanentes | Religiosos | Religiosos | Parroquias |
| Año                                                                             | Bautizados católicos | Total     | % de católicos | Total      | Clero secular | Clero regular | Bautizados por sacerdote | Diáconos permanentes | Varones    | Mujeres    | Parroquias |
| ------------------------------------------------------------------------------- | -------------------- | --------- | -------------- | ---------- | ------------- | ------------- | ------------------------ | -------------------- | ---------- | ---------- | ---------- |
| 1950                                                                            | 560 000              | 640 000   | 87.5           |            |               |               |                          |                      |            |            | 128        |
| 1970                                                                            | ?                    | ?         | ?              | 187        | 187           |               | ?                        |                      |            |            | 122        |
| 1980                                                                            | ?                    | ?         | ?              | 154        | 154           |               | ?                        |                      |            |            | 122        |
| 1990                                                                            | 500 000              | ?         | ?              | 150        | 150           |               | 3333                     |                      |            |            | 124        |
| 1999                                                                            | 532 000              | 763 400   | 69.7           | 122        | 99            | 23            | 4360                     |                      | 32         | 356        | 92         |
| 2000                                                                            | 531 800              | 763 200   | 69.7           | 119        | 96            | 23            | 4468                     |                      | 32         | 372        | 92         |
| 2001                                                                            | 512 570              | 760 000   | 67.4           | 123        | 101           | 22            | 4167                     |                      | 38         | 275        | 92         |
| 2002                                                                            | 506 000              | 750 000   | 67.5           | 133        | 107           | 26            | 3804                     |                      | 44         | 283        | 92         |
| 2003                                                                            | 500 000              | 620 000   | 80.6           | 141        | 112           | 29            | 3546                     |                      | 44         | 286        | 92         |
| 2004                                                                            | 503 000              | 618 000   | 81.4           | 138        | 109           | 29            | 3644                     | 1                    | 42         | 259        | 90         |
| 2006                                                                            | 529 800              | 635 800   | 83.3           | 135        | 113           | 22            | 3924                     | 1                    | 35         | 241        | 90         |
| 2013                                                                            | 533 000              | 665 000   | 80.2           | 133        | 113           | 20            | 4007                     |                      | 23         | 191        | 91         |
| 2016                                                                            | 524 000              | 655 000   | 80.2           | 124        | 106           | 18            | 4225                     |                      | 19         | 177        | 92         |
| 2019                                                                            | 362 000              | 437 000   | 82.8           | 127        | 102           | 25            | 2850                     | 3                    | 27         | 160        | 92         |
| 2021                                                                            | 355 000              | 433 000   | 82.0           | 124        | 99            | 25            | 2862                     | 6                    | 27         | 154        | 92         |
| 2023                                                                            | 342 100              | 422 150   | 81.0           | 122        | 99            | 23            | 2804                     | 6                    | 27         | 129        | 93         |
| Fuente: Catholic-Hierarchy, que a su vez toma los datos del Anuario Pontificio. |                      |           |                |            |               |               |                          |                      |            |            |            |

## Episcopologio

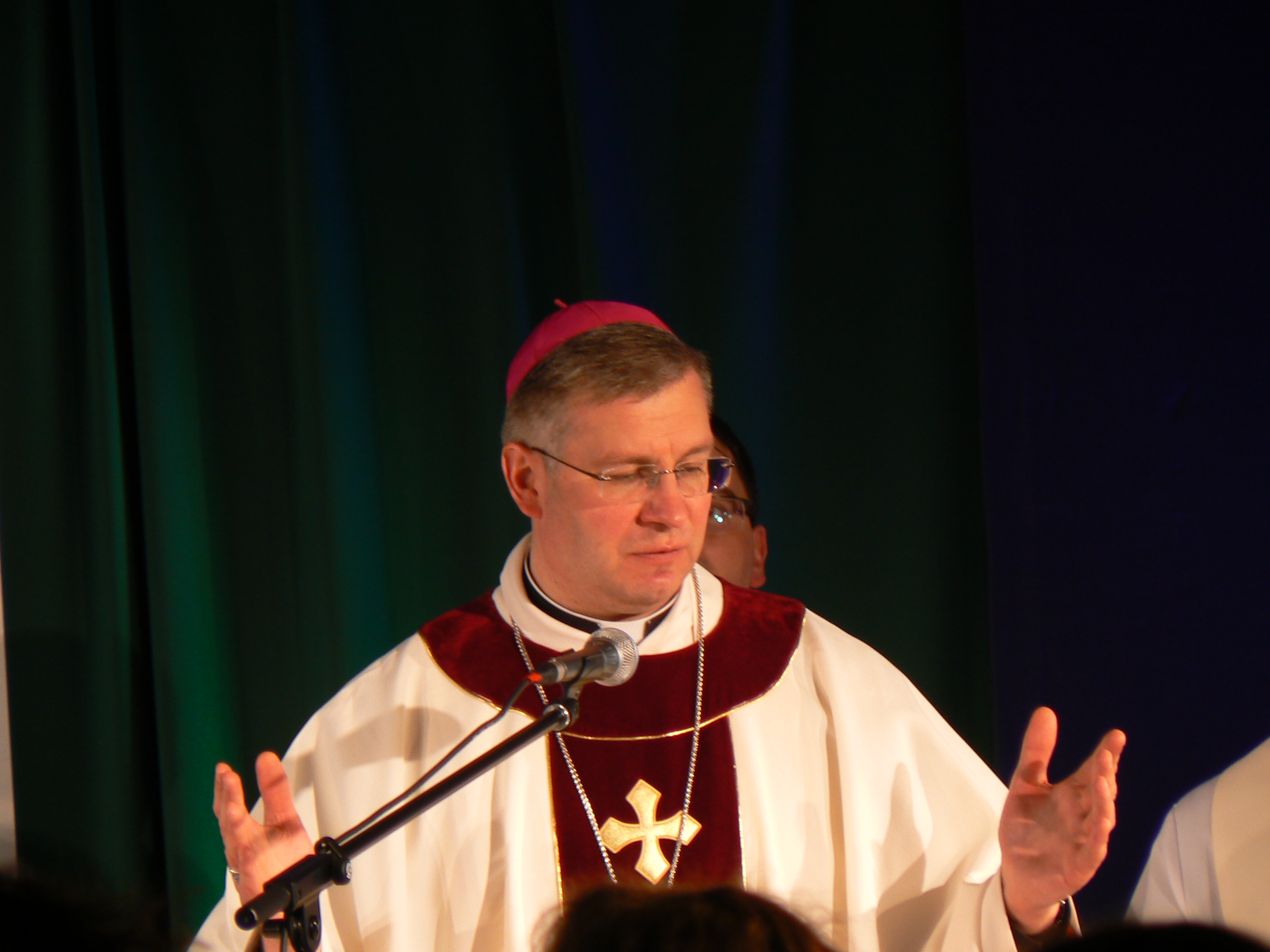
Kęstutis Kėvalas, arzobispo de Kaunas desde 2020

- Juozapas Skvireckas † (5 de abril de 1926-3 de diciembre de 1959 falleció)
  - Sede vacante (1959-1989)[5]
    - p. Stanislovas Jokūbauskis † (1944-1947) (vicario capitular)
    - p. Juozapas Stankevičius † (1947-1965) (vicario capitular)
    - Juozapas Matulaitis-Labukas † (1965-1979) (administrador apostólico)[nota 2]
    - Liudvikas Povilonis † (1979-1988) (administrador apostólico)[nota 3]
    - Juozas Preikšas † (1988-1989) (administrador apostólico)[nota 4]
- Vincentas Sladkevičius, M.I.C. † (10 de marzo de 1989-4 de mayo de 1996 retirado)
- Sigitas Tamkevičius, S.I. (4 de mayo de 1996-11 de junio de 2015 retirado)
- Lionginas Virbalas, S.I. (11 de junio de 2015-1 de marzo de 2019 renunció)[nota 5]
- Kęstutis Kėvalas, desde el 19 de febrero de 2020